# 中国驻以色列大使列表
本列表为中華人民共和國驻以色列历任大使名录（附中華民國駐以色列歷任代表）。

## 历任中国驻以色列大使

### 附：中国国际旅行社总社驻特拉维夫办事处主任（1989年－1992年）
1950年1月9日，以色列宣布承认中华人民共和国。1989年9月15日，中国在以色列设立非官方的中国国际旅行社总社驻特拉维夫办事处。1990年2月1日，办事处正式开业。1992年中以建交后，办事处主任唐振琪改任驻以色列大使馆临时代办。
| 姓名   | 任命 | 到任      | 免职 | 离任      | 职务 | 备注               | 备注 |
| ------ | ---- | --------- | ---- | --------- | ---- | ------------------ | ---- |
| 唐振琪 |      | 1989年9月 |      | 1992年1月 | 主任 | 改任大使馆临时代办 |      |

### 中华人民共和国驻以色列大使（1992年至今）
1992年1月24日，中华人民共和国与以色列国正式建交。2月9日，中国驻以色列大使馆正式开馆。
| 姓名   | 任命           | 任命           | 到任           | 递交国书       | 免职           | 免职           | 离任           | 外交衔级 | 外交职务     | 备注                            |
| 姓名   | 全国人大常委会 | 主席           | 到任           | 递交国书       | 全国人大常委会 | 主席           | 离任           | 外交衔级 | 外交职务     | 备注                            |
| ------ | -------------- | -------------- | -------------- | -------------- | -------------- | -------------- | -------------- | -------- | ------------ | ------------------------------- |
| 唐振琪 | 不適用         | 不適用         | 1992年1月      |                | 不適用         | 不適用         | 1992年6月      | 参赞     | 临时代办     | 筹备开馆                        |
| 林真   | 1992年2月25日  | 1992年5月4日   | 1992年6月      | 1992年6月11日  | 1995年8月29日  | 1995年12月8日  | 1995年11月     | 大使     | 特命全权大使 |                                 |
| 王昌义 | 1995年8月29日  | 1995年12月8日  | 1995年12月     | 1995年12月14日 | 2000年4月29日  | 2000年12月4日  | 2000年11月     | 大使     | 特命全权大使 |                                 |
| 潘占林 | 2000年4月29日  | 2000年12月4日  | 2000年11月     | 2001年1月16日  | 2003年6月28日  | 2003年12月25日 | 2003年11月     | 大使     | 特命全权大使 |                                 |
| 陈永龙 | 2003年6月28日  | 2003年12月25日 | 2003年12月1日  | 2003年12月3日  | 2006年12月29日 | 2007年6月14日  | 2007年4月      | 大使     | 特命全权大使 |                                 |
| 赵军   | 2006年12月29日 | 2007年6月14日  | 2007年5月      | 2007年6月10日  | 2011年4月22日  | 2011年9月2日   | 2011年7月      | 大使     | 特命全权大使 |                                 |
| 高燕平 | 2011年4月22日  | 2011年9月2日   | 2011年9月2日   | 2011年10月6日  | 2014年6月27日  | 2015年2月11日  | 2015年1月      | 大使     | 特命全权大使 |                                 |
| 詹永新 | 2014年6月27日  | 2015年2月11日  | 2015年1月28日  | 2015年4月30日  | 2019年10月26日 | 2020年3月3日   | 2019年12月27日 | 大使     | 特命全权大使 |                                 |
| 杜伟   | 2019年10月26日 | 2020年3月3日   | 2020年2月15日  | 未递交         | 不適用         | 不適用         | 2020年5月17日  | 大使     | 特命全权大使 | 2020年3月23日正式履职，任内去世 |
| 蔡润   | 2020年10月17日 | 2021年2月4日   | 2021年1月22日  | 2021年4月21日  |                | 2025年1月9日   | 2024年7月      | 大使     | 特命全权大使 |                                 |
| 肖军正 |                | 2025年1月9日   | 2024年11月29日 | 2025年1月15日  | 现任           |                |                | 大使     | 特命全权大使 |                                 |